# Sleporili
Sleporili (znanstveno ime Gymnophiona) so red dvoživk, v katerega uvrščamo približno 220 vrst, razširjenih po tropskih predelih sveta. Za razliko od ostalih dvoživk so črvaste oz. kačaste živali z zakrnelimi okončinami in očmi, ki živijo v tleh ali bregovih vodotokov, kjer se prehranjujejo z raznimi nevretenčarji, kot so deževniki. Zaradi prikritega načina življenja so slabo poznani.
Danes živeče sleporile uvrščamo v klad Apoda, eno od treh skupin dvoživk poleg repatih krkonov in žab. Red Gymnophiona združuje poleg njih še izumrle primitivne skupine, pri čemer pa je raba teh imen med herpetologi še predmet razprav.